# 仓头伯王庙
仓头伯王庙位于山西省临汾市襄汾县南贾镇仓头村，建于元代，明代重修。2021年8月4日，仓头伯王庙公布为第六批山西省文物保护单位。